# Chiedimi scusa
Chiedimi scusa è un brano musicale di Biagio Antonacci estratto come singolo dall'album Inaspettata, e reso disponibile per il download digitale e l'airplay radiofonico il 14 settembre 2010.
Il brano è stato presentato in anteprima durante la serata finale di Miss Italia 2010.
Antonacci lo ha inoltre cantato a Domenica in 2010, condotto da Lorella Cuccarini, e nel programma di Canale 5 Io canto.
Il video musicale ufficiale del brano è stato diretto da Gaetano Morbioli.

## Tracce
1. Chiedimi scusa – 3:45